# Rua Oscar Freire
A Rua Oscar Freire é uma via localizada nos bairros Cerqueira César (Jardins) e Pinheiros, ambos pertencentes à zona oeste da cidade de São Paulo, e é considerada um dos principais endereços de compras de lojas de rua na cidade e uma das ruas mais luxuosas e caras do mundo, estando frequentemente na primeira posição a nível nacional.
Entre as ruas Melo Alves e Padre João Manoel, os postes foram retirados e os fios da rede elétrica transformados em um sistema subterrâneo, tornando o visual do local mais agradável. A Avenida Rebouças cruza a rua separando os bairros acima citados. A Oscar Freire tem extensão de 2.600 m com início da sua numeração na Alameda Casa Branca, e final na Avenida Doutor Arnaldo, e tem à sua disposição a estação de metrô Oscar Freire da Linha 4-Amarela do Metrô de São Paulo, inaugurada em 4 de abril de 2018.

## Topônimo

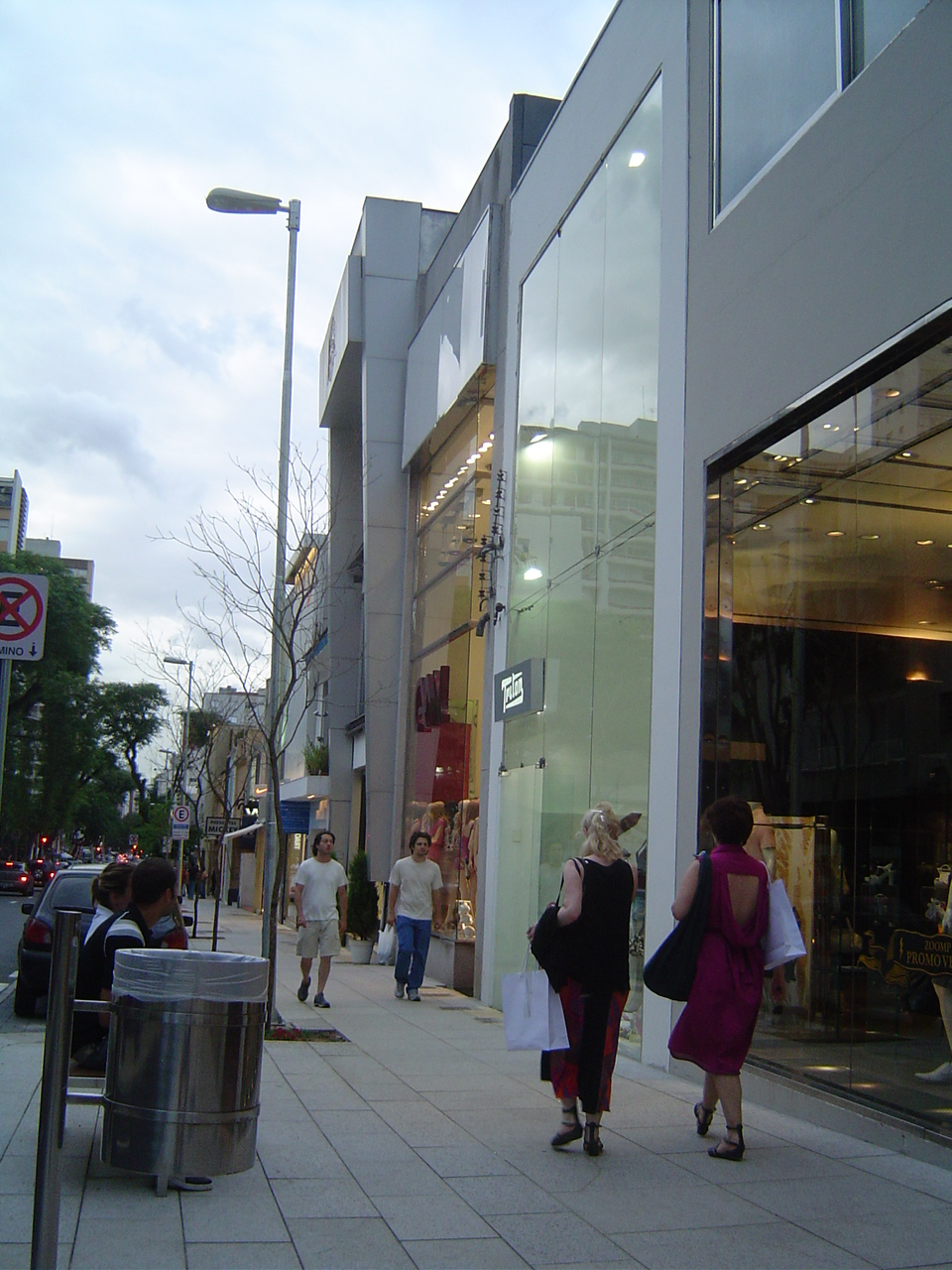
Lojas de grife na Rua Oscar Freire

O nome da rua é uma homenagem ao médico legista baiano Oscar Freire de Carvalho, um dos principais discípulos do cientista maranhense Nina Rodrigues. Freire foi responsável pela introdução do ensino de medicina legal na Faculdade de Medicina da Universidade da Bahia e, posteriormente, em São Paulo. Em 1918, foi convidado pelo professor Arnaldo Vieira de Carvalho para ser professor catedrático da antiga Faculdade de Medicina e Cirurgia (atual Faculdade de Medicina da USP). Foi ainda um dos fundadores do Instituto Médico Legal de São Paulo.

## Características
A rua é avaliada como um dos metros quadrados mais caros da América Latina, e reconhecida por ser um dos pontos de comércio mais elegantes e valorizados da cidade de São Paulo. Geralmente essas lojas fazem um espaço conceito, ou seja, uma loja diferenciada das que elas têm em outros bairros e cidades.
No ano de 2005, foi eleita pela pesquisa da Excellence Mystery Shopping International, uma organização internacional que reúne institutos de pesquisa de mercado, a 9.ª área mais luxuosa do mundo. Em 2008, ficou na oitava classificação. Atingiu o seu auge entre 2004 e 2006. Ao todo, são 110 lojas associadas à Associação dos Lojistas dos Jardins (ALOJ). Apesar de ser extensa (2600 metros), reúne, em poucos quarteirões, nas proximidades entre o cruzamento com a rua Augusta, algumas das grifes mais famosas e caras com atuação no país dentro ramo da moda e acessórios, como a Shoulder, Le Lis Blanc, Tommy Hilfiger, Forum, Osklen, Camper, H. Stern, Ellus, Animale, Canal, Rosa Chá, Spezzato, Track  & Field, Montblanc, Pandora, entre outras.
Nas ruas transversais e paralelas à Oscar Freire, como a Haddock Lobo, a Bela Cintra, a Melo Alves e a Alameda Lorena, eram encontradas importantes boutiques internacionais, como a Christian Dior, Louis Vuitton, Salvatore Ferragamo, Bulgari e Cartier, que fecharam suas portas na região. No entanto, as grifes internacionais Roberto Cavalli e Versace permanecem com lojas em funcionamento.   
A Oscar Freire e suas ruas adjacentes também abrigam diversos restaurantes e bares, entre eles o Fasano, Piselli,  Antiquarius, Almanara, Chez Oscar, Italy, Serafina, P.J. Clarke´s e recentemente foi aberta uma franquia da hamburgueria Burger Joint, de Nova York, na qual o dono é o ator Bruno Gagliasso, e docerias, entre elas a Ici Brasserie, Gero, Rodeio, A Bela Sintra, as sorveterias Baccio di Latte e Ben & Jerrys, a doceiras Dulca, Kopenhagen, Cristallo e recentemente a Carlo's Bakery. As ruas também contam com obras de grafite do renomado artista Kobra.
Além disso, a rua é considerada um lugar onde várias celebridades podem ser vistas normalmente fazendo compras pelas lojas luxuosas.

### Reformas

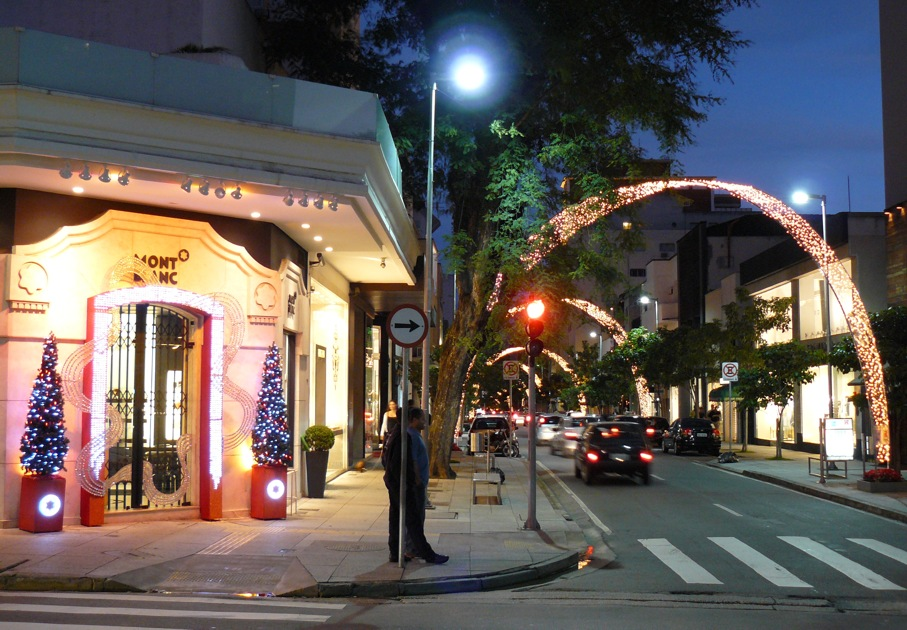
Rua Oscar Freire decorada no Natal

Uma ampla reforma, parte do Programa de Intervenção em Ruas Comerciais, foi realizada em 2006, ao custo de aproximadamente 8,5 milhões de reais. As obras, de autoria dos arquitetos Héctor Vigliecca, Ronald Werner Fiedler e Luciene Quel, do escritório Vigliecca & Associados, contemplaram o enterramento de fios entre as ruas Melo Alves e Padre João Manoel, nivelamento das calçadas e padronização do mobiliário urbano, com o objetivo de transformá-la em uma região de comércio a céu aberto, assim como outros existentes ao redor do mundo. Cerca de metade do valor das obras é de origem de verbas municipais. A inauguração ocorreu em 10 de dezembro de 2006, tendo sido marcada pela interdição da passagem de veículos pela rua, experiência que se repetiu mais duas vezes, mas hoje é além de uma avenida de passeio também um rua para o trânsito de veículos.
Durante a inauguração, porém, houve protestos contra o prefeito, Gilberto Kassab, devido ao aumento de tarifas de ônibus. No convite para a inauguração distribuído à imprensa, lia-se em um trecho: "Poeira, marteladas e barulho acabaram. No lugar dos operários, homens e mulheres bem vestidos voltam a circular pelas calçadas da rua Oscar Freire".
A reforma realizada naquele ano valorizou ainda mais a região, que consolidou-se como o segundo ponto de aluguel mais caro, por metro quadrado, do país. No entanto, com a chegada de novos centros de luxo na capital, como os shopping centers JK Iguatemi e Cidade Jardim, diversas grifes internacionais como Christian Dior, Salvatore Ferragamo, Cartier, Louis Vuitton, entre outras, fecharam suas portas na região, concentrando-se nos novos centros de compras de luxo que surgiram, dispersando o foco central na rua e caminharam para os pontos de vendas mais específicos para o público alvo dessas grifes. 
Com esta migração, marcas brasileiras como Melissa, Riachuelo, Natura, Hope, Arezzo, Chilli Beans, Havaianas, dentre outras que nunca tiveram como foco a venda para a classe A, ganharam território neste espaço. Consideradas mais populares se comparadas às grifes que ocupavam anteriormente a Rua Oscar Freire, preencheram o espaço deixado pelas grandes marcas internacionais e instalaram-se na região com lojas-conceito, também conhecidas como flagship, que são lojas que introduzem um espaço diferenciado e conceitual, muitas vezes apresentando coleções inéditas, galerias de arte, vitrines e fachadas especiais para a Oscar Freire, que funciona como uma divulgação e mecanismos de posicionamento de mercado para essas empresas. Essas grifes costumam abrir filiais extensas para promover festas e criar relações com a imprensa. O sócio-diretor da consultoria BG&H Gouvêa de Souza, Marcos Hirai, analisa a abertura de filiais populares na Oscar Freire como um passo inicial para as grifes que pretendem se firmar no mundo da moda, conquistar reconhecimento. Ele diz que "A Oscar Freire é uma espécie de entrada para o clube de varejistas maduros. A maioria das operações não gera lucro, mas as empresas têm um ganho indireto na imagem. Funciona mais como marketing". Também cita como exemplo a loja Riachuelo, que abriu uma filial de 1.600 metros para promover festas e criar relações com a imprensa. Além disso, a rua foi recentemente revitalizada, introduzindo parklets, bicicletários, rede wi-fi e carregadores de celular a seus visitantes.

## Pracinha Oscar Freire
A Rua também conta com uma "Pracinha" nomeada com o próprio nome de sua localização, definida também como um pocket park. Inaugurada em 21 de maio de 2014, foi instalada em uma rampa de acesso a um estacionamento particular e foi transformada em espaço de lazer e descanso nesta rua de comércio luxuoso, propondo novas relações com os espaços abertos ao público. Além de poder receber eventos, workshops e food trucks, conta com uma parede de "lousa" em que pode ser escrita com giz e também paredes de grafite que virou local para fotos. O espaço foi criado pelo Instituto Mobilidade Verde em parceria com a incorporadora Reud. A ideia é inspirar e incentivar as pessoas a levarem seu trabalho ao ar livre, dentro deste conceito, estão convidados empresas e funcionários em geral, para passarem meio período trabalhando ao ar livre em mesas coletivas no meio urbano. A Pracinha Oscar Freire tinha como projeto funcionar por um ano mas está ativa até os dias atuais.